# Karpenisi
Karpenisi (gr. Καρπενήσι) – miejscowość w Grecji, w administracji zdecentralizowanej Tesalia-Grecja Środkowa, w regionie Grecja Środkowa, w jednostce regionalnej Eurytania. Siedziba gminy Karpenisi. W 2011 roku liczyła 7183 mieszkańców.